# Максим (заказник)

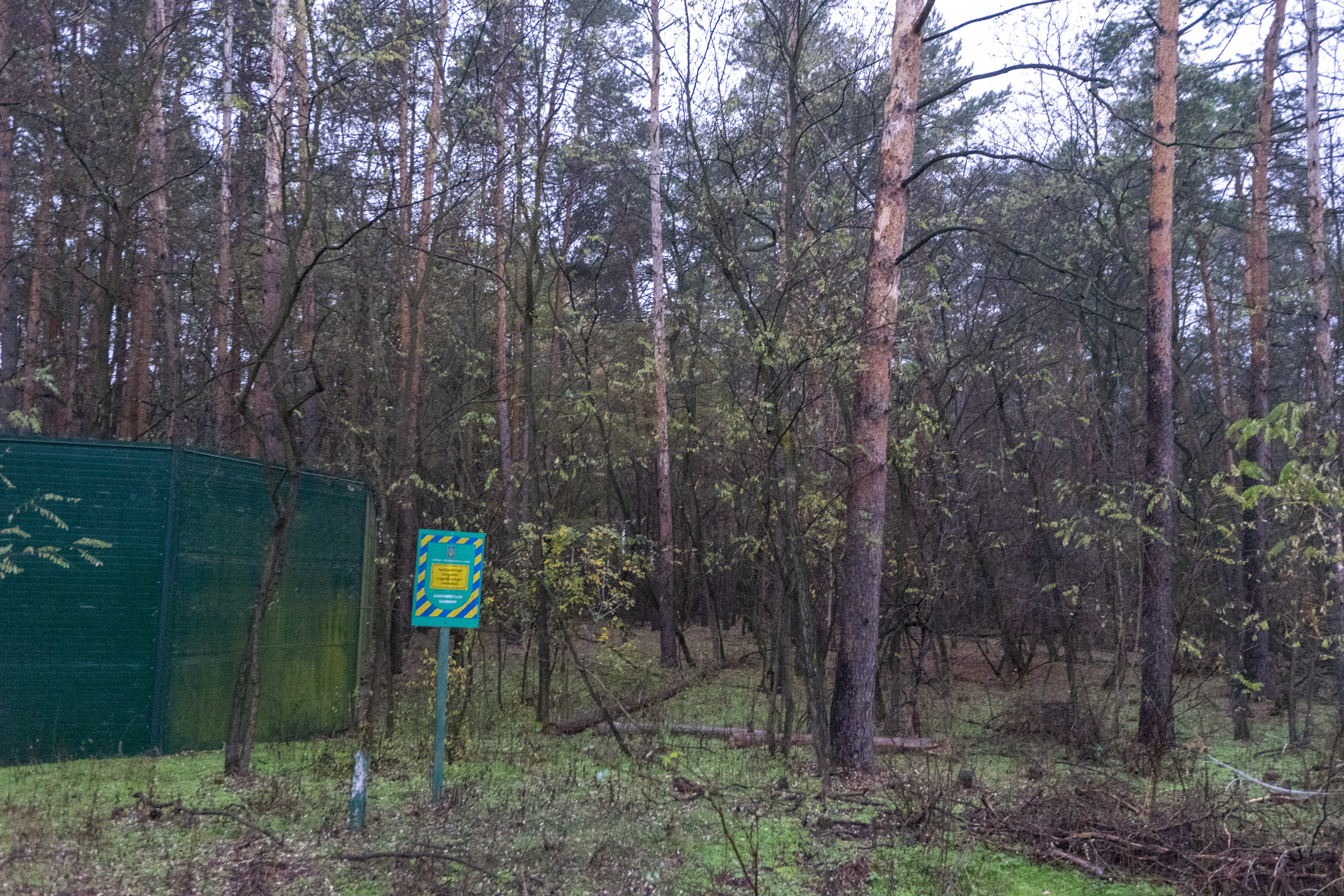

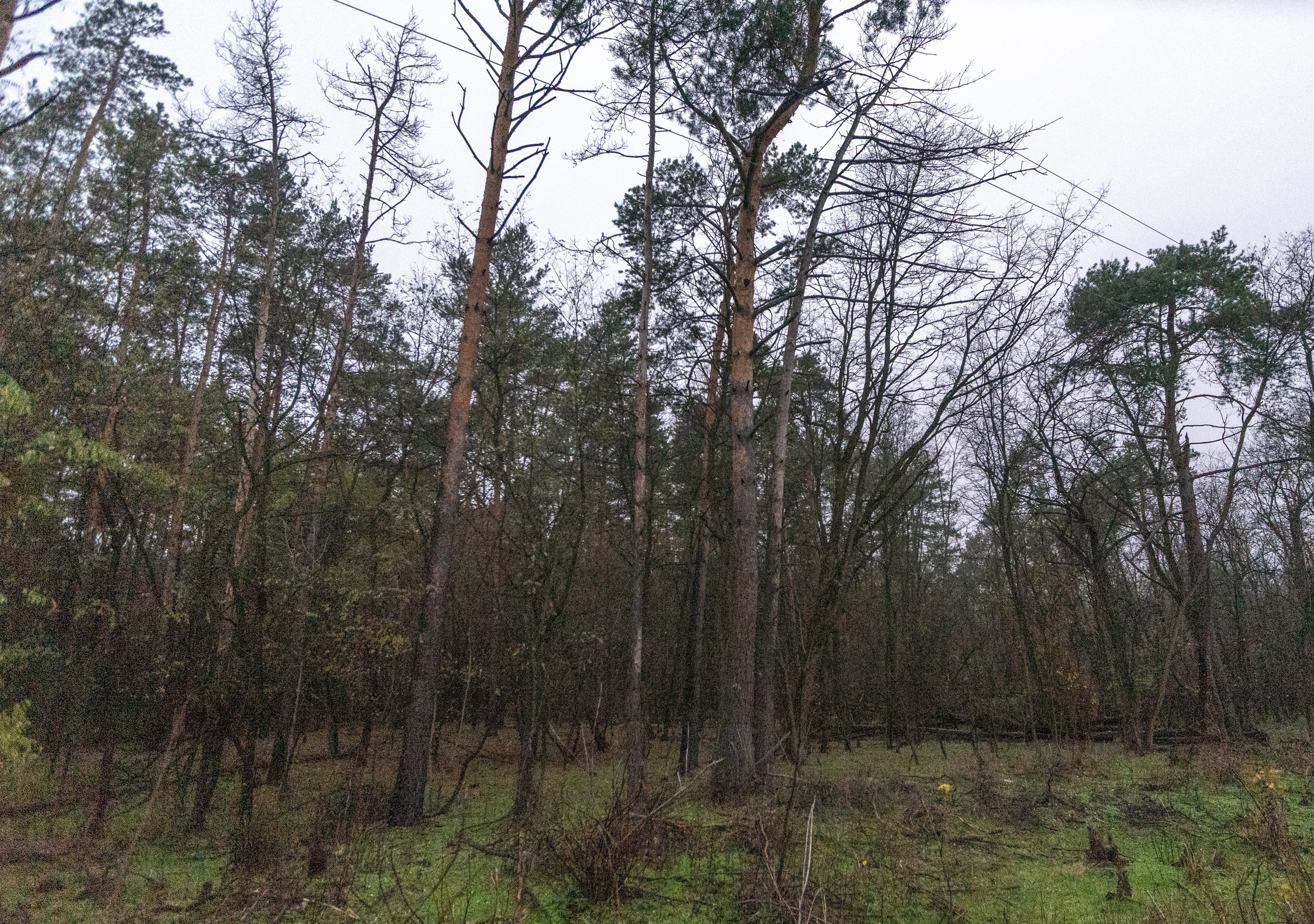

Максим — ландшафтний заказник місцевого значення в Черкаському районі Черкаської області.

## Опис
Заказник площею 34,5 га розташовано у кв. 59 вид. 1-7, 11-14, 18, 19 Ліплявського лісництва Золотоніського ДЛГ.
Як об'єкт природно-заповідного фонду створено рішенням Черкаської обласної ради від 6.07.2001 р. № 20-12. Землекористувач або землевласник, у віданні якого перебуває заповідний об'єкт — ТОВ «РСП».
Місце зростання цінних видів рослин (жовтозілля дніпровське, козельці українські), занесених до Червоної книги України (ковила дніпровська, сон лучний, сальвінія плаваюча) та регіонально рідкісних. Мешкають червонокнижні види комах (махаон, поліксена та ін.).